# حيد غضن

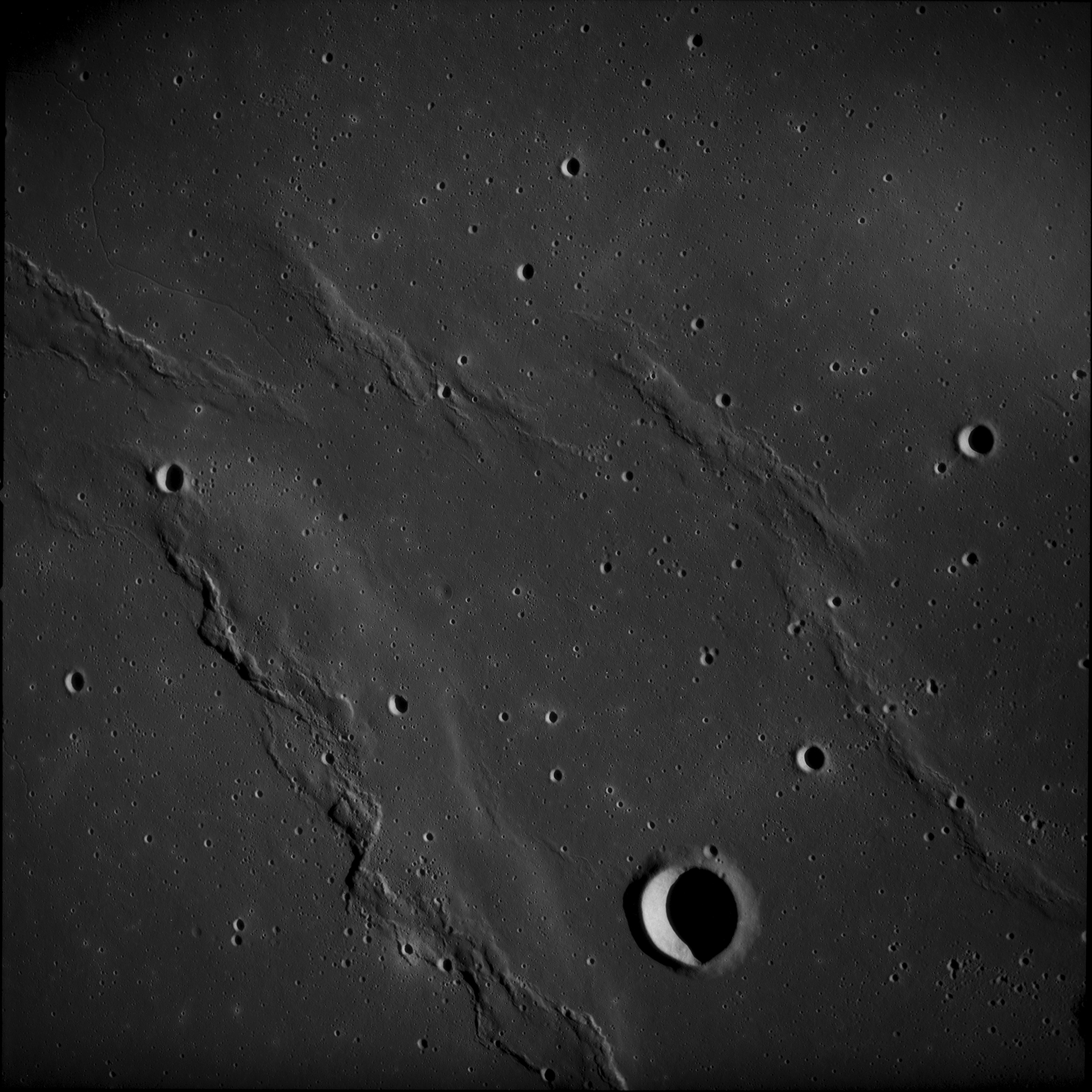
الحيود الغضنة غير المسماة في شمال فوهة فلامستيد (فوهة) القمرية بمحيط العواصف، من أبولو 12

الحَيْد الغَضِن هو نوع من المَعَالِم التي توجد عادةً في البحار القمرية أو في السهول البازلتية. تتميز هذه المعالم بأنها حيود منخفضة متعرجة تتشكل على سطح البحر، ويمكن أن تمتد لمسافة تصل إلى مئات الكيلومترات. الحيود الغضنة عن معالم تكتونية نشأت بعد تبرّد الحمم البركانية وتصلبها. إنها غالبًا ما تحدد البنيات الحلقية المدفونة داخل البحر، أو تتبع الأنماط الدائرية التي تحدد البحر، أو تتقاطع مع القمم البارزة.
- قائمة معالم القمر [الإنجليزية]
- تسمية الكواكب